# تمريرة حاسمة

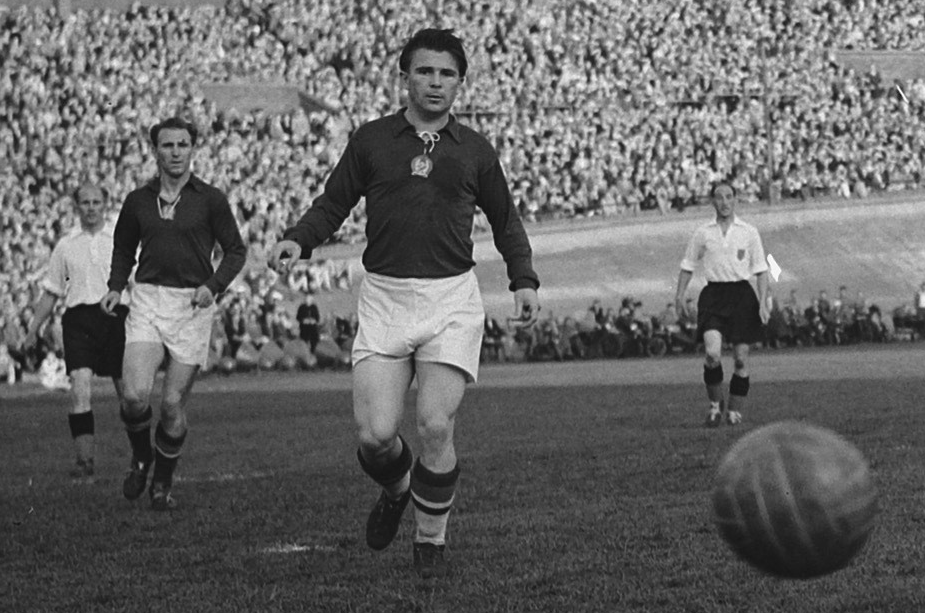
بوشكاش في 1954، أحد أبرز صُناع الأهداف في تاريخ كرة القدم.

التمريرة الحاسمة في كرة القدم وكرة السلة والهوكي هي تمرير لاعب للكرة ليتمكن لاعبا آخر من إحراز هدف.

## كرة القدم
التمريرة الحاسمة أو صناعة الهدف أو باللفظ الدارج الأسيست، في كرة القدم بشكلٍ عام، هو مساهمة من اللاعب تساعد في تسجيل هدف. قد يتم الاحتفاظ بإحصائيات صناعة الأهداف التي يقوم بها اللاعبون رسميًا من قبل منظمي البطولة، أو غير رسميًا من قبل الصحفيين أو منظمي مسابقات الفانتازي لكرة القدم على سبيل المثال. تسجيل الأسيست ليس جزءًا من القوانين الرسمية للعبة، وقد تختلف معايير منح الأسيست. لم يكن هناك سجل لصناعة الأهداف تقريبًا حتى نهاية القرن العشرين، على الرغم من أن تقارير المباريات كانت غالبًا تصف اللاعب بأنه "صنع" هدفًا أو أكثر. منذ التسعينيات، بدأت بعض الدوريات في الاحتفاظ بسجل رسمي للأسيست وتقديم جوائز بناءً على ذلك.
يختلف تعريف الأسيست باختلاف المنظمة أو الاتحاد، الاتحاد الأوروبي "اليويفا" يعتبر من يتسبب بركلات الجزاء أو الكرات المرتدة من حارس المرمى بمثابة صناعة هدف للاعب المُتسبب بينما لا تُقر منظمات أخرى بهذه المعايير.

### تعريف أوبتا
وفقًا لتعريف أوبتا (بالإنجليزية: Opta)‏، وهي منظمة بريطانية مُختصة بالسجلات والإحصائيات وكانت المزوّد الرسمي لإحصائيات الدوري الإنجليزي، يتم اعتبار صناعة الهدف على أنه اللمسة الأخيرة (تمرير، تمرير-تسديدة أو أي لمسة أخرى) التي تؤدي إلى تسجيل هدف بواسطة مُتلقي الكرة. في حال تم تحريف اللمسة الأخيرة بواسطة لاعب من الفريق الخصم، فإن صانع الهدف يُمنح الأسيست فقط إذا كان من المحتمل أن تصل الكرة إلى متلقيها الأصلي دون التدخل.
وفقًا لأوبتا، لا يُمنح الأسيست في الحالات التالية:
- الأهداف المسجلة من ضربات الجزاء (ما لم يُقرر مسدد الركلة تمرير الكرة إلى زميله، مثل تمريرة يوهان كرويف مع أياكس إلى زميله يسبر أولسن الذي أعادها الأخير إليه في 5 ديسمبر 1982، وكذلك مثل ما فعل ليونيل ميسي عندما مرر إلى زميله لويس سواريز في 14 فبراير 2016 أمام سيلتا فيغو).
- الأهداف المسجلة من الضربات الحرة المباشرة.
- الأهداف الناتجة عن ركلات الزاوية المباشرة.
- الأهداف العكسية (الأهداف الذاتية)
- الكرات المُنحرفة أو المرتدة من لاعبي الخصم والتي أثرت على وصول الكرة إلى مُتلقيها مُسجل الهدف.
- الكرات المرتدة من القائم.

هذا التعريف الصارم يجعل إحصائيات الأسيست أكثر دقة ومنصفة في تحليل الأداء الرياضي للاعبين وفقًا لأوبتا.